# Troppe lettere per Grace
Troppe lettere per Grace (Death and the Maiden) è un romanzo giallo del 1939 scritto da Richard Wilson Webb e Hugh Callingham Wheeler con lo pseudonimo di Q. Patrick (usato per un periodo della loro carriera in alternativa a quello più celebre di Patrick Quentin); è uno dei romanzi con protagonista l'ispettore Trant della Omicidi di New York.

## Trama
Grace Hough è una studentessa del prestigioso college americano di Wentworth, ma negli ultimi tempi la sua vita è cambiata: suo padre, travolto da un rovescio finanziario, si è tolto la vita, lasciando lei e il fratello Jerry in serie ristrettezze; perciò si è fatta scostante con le amiche e vendicativa con i nemici. In più, negli ultimi tempi, sta ricevendo delle misteriose lettere da quello che sembra un amante clandestino. Una sera chiede alla sua migliore amica Lee Lovering di spedire per lei tre misteriose lettere, ma poi ci ripensa e le tiene con sé. Grace dichiara inoltre di avere un appuntamento romantico a teatro, e perciò si trucca come di solito non fa e si fa prestare da Lee la sua pelliccia. Lee e due compagne di corso (le sorelle Norma - con la quale Grace ha una rivalità - e Elaine Sayler) decidono di andare ad una festa a New York; fingono tuttavia con la preside Penelope Hudnutt di andare ad una rappresentazione teatrale, e quando per loro sfortuna la incontrano proprio davanti a quel teatro, decidono di fare delle brevi apparizioni durante gli intervalli per convincerla di essere sempre state lì; durante i due intervalli, Lee scopre Grace (il cui appuntamento era proprio in quel teatro) prima a discutere misteriosamente con il marito della preside, il professor Rober Hudnutt, e poi a braccetto con un misterioso giovane dai capelli rossi e in divisa della Marina.
A fine serata, Grace non torna con le amiche...e in realtà non rientra affatto. Lee ode rumori di macchine che vanno e vengono dal campus, e la mattina è accolta dalla notizia che un cadavere è stato scoperto in un fiume vicino: ovviamente è quello della povera Grace! Chi l'ha uccisa, e perché? C'entrano forse le strane minacce che varie persone la sera prima avevano ricevuto da Grace? Dove sono finite le tre misteriose lettere, e a chi erano indirizzate? E chi scriveva tutte quelle lettere a Grace? E perché quando è stato ritrovato il corpo, non indossava la pelliccia di Lee (che non si trova) ma un misterioso impermeabile rosso?
Lee si trova così coinvolta in un'intricata indagine, nella quale dovrà scegliere tra lealtà verso l'ambiente in cui è cresciuta (e quindi le persone che lo abitano, che sono al contempo i principali sospettati) e giustizia per l'amica morta, della quale scoprirà tuttavia un'immagine che non sospettava minimamente. Per rispondere a tutte quelle domande, e alle molte altre che sorgeranno nel corso del caso, occorreranno però un secondo delitto, e soprattutto l'intuito del galante ispettore Trant, che inquadra subito il carattere di Lee, e può così districarsi anche dalle molte reticenze che la ragazza ingenuamente gli pone di fronte.

## Personaggi principali
- Grace Hough, studentessa universitaria
- Jerry Hough, suo fratello
- Lee Lovering, sua migliore amica, narratrice della vicenda
- Norma ed Elaine Sayler, studentesse
- Steve Carteris, studente
- Penelope Hudnutt, preside delle studentesse
- Robert Hudnutt, professore e suo marito
- Marcia Parrish, professoressa
- Harold Appel, preside degli studenti
- Trant, ispettore della Omicidi di New York

## Edizioni italiane
- Troppe lettere per Grace, collana Il Giallo Mondadori n. 156, Arnoldo Mondadori Editore, gennaio 1952.
- Troppe lettere per Grace, traduzione di Marilena Caselli, collana I classici del Giallo Mondadori n. 741, Arnoldo Mondadori Editore, giugno 1995.